# 하네다 공항 국제선 빌딩역
【역명변경 전 기사입니다.】
하네다 공항 국제선 빌딩역(일본어: 羽田空港国際線ビル駅, はねだくうこうこくさいせんビルえき 하네다쿠코코쿠사이센비루에키[*])은 도쿄 모노레일의 철도역이다.

## 승강장
| 1 | ■ 도쿄 모노레일 하네다 선 | 하네다 공항 제1빌딩 · 하네다 공항 제2빌딩 방면     |
| 2 | ■ 도쿄 모노레일 하네다 선 | 유통 센터 · 덴노즈 아일 · 모노레일 하마마쓰초 방면 |

## 역 주변
- 하네다 공항 제3터미널

## 역사
- 2010년 10월 21일: 영업 개시.

## 인접역
| 도쿄 모노레일 하네다 선            | 도쿄 모노레일 하네다 선            | 도쿄 모노레일 하네다 선                      |
| ---------------------------------- | ---------------------------------- | -------------------------------------------- |
| 모노레일 하마마쓰초 방면           | ■ 도쿄 모노레일 하네다 선 공항쾌속 | 하네다 공항 제1빌딩 하네다 공항 제2빌딩 방면 |
| 유통 센터 모노레일 하마마쓰초 방면 | ■ 도쿄 모노레일 하네다 선 구간쾌속 | 하네다 공항 제1빌딩 하네다 공항 제2빌딩 방면 |
| 덴쿠바시 모노레일 하마마쓰초 방면  | ■ 도쿄 모노레일 하네다 선 보통     | 신정비장 하네다 공항 제2빌딩 방면            |